# Малиновка (Минск)

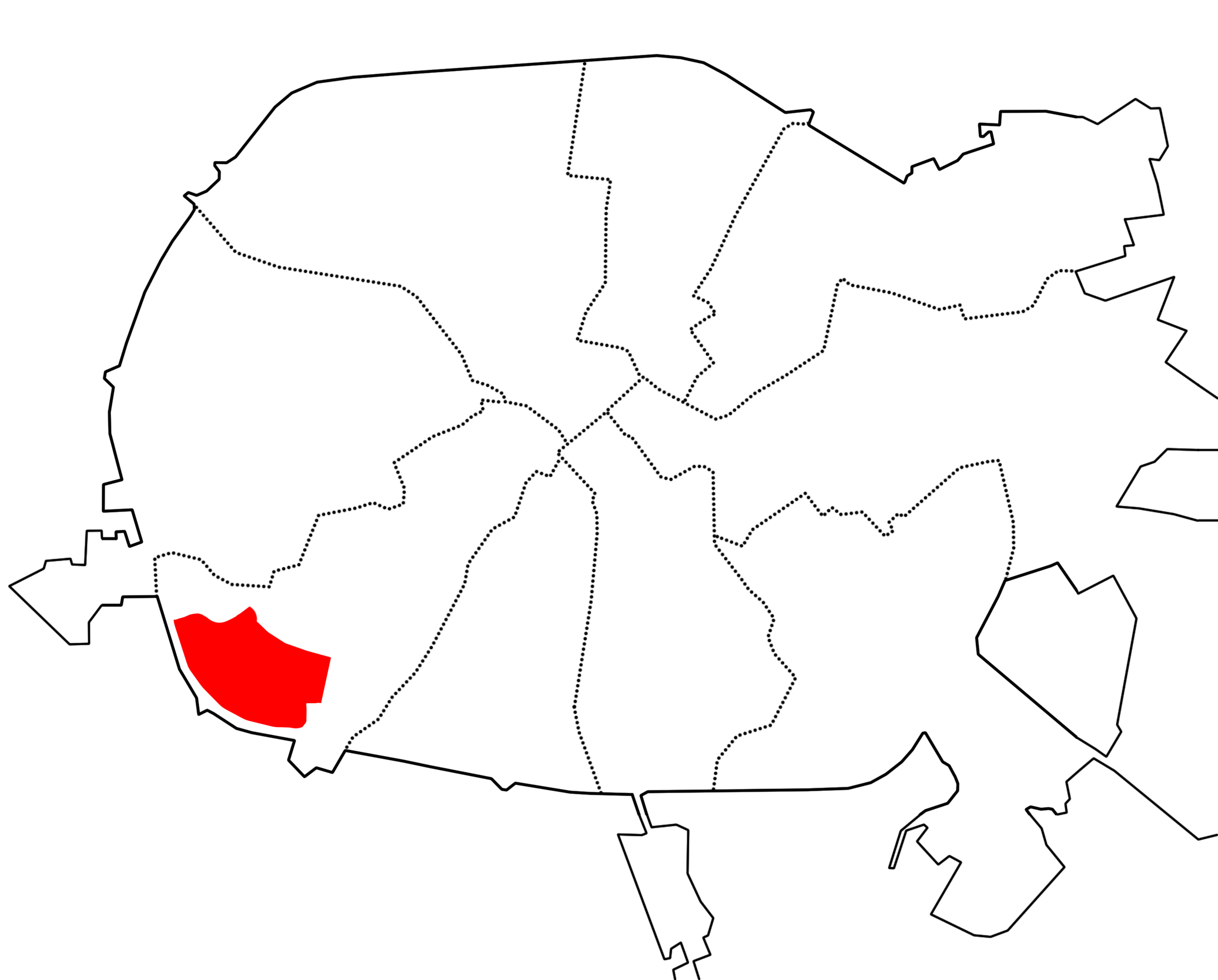
Расположение микрорайона на карте города

Малиновка (бел. Малінаўка) — один из микрорайонов Минска. Находится на территории Московского района Минска.

## История
Начал застраиваться в начале 1980-х годов (Малиновка-1). В конце 1980-х годов построены Малиновка-2, 3. Чуть позже началось строительство Малиновки-4 и 5. В начале 1990-х годов построена Малиновка-8, а в середине 1990-х годов — Малиновка-6, 7. В конце 1990-х годов построена большая часть Малиновки-9. Строительство в этом районе продолжается.
Застройка представлена, в основном, 9- и 12-ти этажными жилыми домами. Присутствуют дома по 10, 14, 16, 19 и 24 этажа.

## Расположение
Микрорайон Малиновка расположен в юго-западной части Минска. С юго-запада Малиновка отделена МКАД от Минского района, с юго-востока — проспектом Дзержинского от микрорайона Брилевичи, с северо-востока граничит с микрорайоном Юго-Запад, с северо-запада отделена полем от микрорайона Сухарево и остатков одноименной деревни. Ряд кварталов по берегам долины Лошицы являются «спорными»: их относят как к Малиновке, так и к Юго-Западу. Деревня Дворище, расположенная в долине реки, и примыкающий к ней коттеджный поселок не входят в состав Малиновки.

## Состав
В Малиновку входят следующие микрорайоны (в одном абзаце указаны микрорайоны, находящиеся в одном квартале; в скобках указаны альтернативные названия «спорных» микрорайонов):
- Малиновка-1 (Юго-Запад-5)
- Малиновка-2 (Юго-Запад-6)
- Малиновка-3 (Юго-Запад-7)
- Малиновка-3.2 (Юго-Запад-7.2)
- Малиновка-4
- Малиновка-5 и Малиновка-6
- Малиновка-7
- Малиновка-8 и Малиновка-9

Малиновка-2, Малиновка-3 и Малиновка-3.2 находятся на левом берегу долины Лошицы, остальные микрорайоны — на правом.

## Улицы микрорайона
- Есенина
- Слободская
- Космонавтов
- Громова
- Рафиева (также в Юго-Западе)
- Слободской проезд
- проспект Дзержинского (также в других микрорайонах Московского района)

С учетом «спорных» кварталов, через микрорайон также проходят:
- Белецкого
- проспект Любимова
- проспект Газеты «Звязда» (также в Юго-Западе)

## Транспорт
Наземный общественный транспорт представлен автобусными и троллейбусными маршрутами, а также маршрутными такси. Контактная сеть троллейбусов проложена вдоль всей улицы Есенина с ответвлением на улицу Рафиева. На территории микрорайона расположены конечная автобусов «Малиновка-8» (у пересечения улиц Слободской и Космонавтов) и диспетчерская станция «Малиновка-4» (у пересечения улиц Слободской и Есенина).
Автобусные и троллейбусные маршруты связывают Малиновку как с соседними микрорайонами (Юго-Запад, Брилевичи и Сухарево) и ближайшими станциями метро (Малиновка и Петровщина) — так и с центром города и весьма отдаленными микрорайонами (вроде Каменной Горки, Веснянки, Слепянки, Чижовки или Зелёного Луга). Автобусы ходят также в направлении расположенных сразу за МКАД промузла Западного, рынка «Торговый мир Кольцо» и филиала БГУ, а кроме того — в пригородные поселки Озерцо, Сеница и Щомыслица. Маршрутные такси связывают Малиновку с центром города и наиболее отдаленными микрорайонами, такими как Зелёный Луг и Шабаны.
Полный список:
Автобусы
1. 23 — ДС Малиновка-4 — Городской Вал
2. 28 — ДС Серова — Масюковщина (автостоянка)
3. 30c — Красный Бор — Корженевского
4. 32с — ДС Малиновка-4 — ДС Дружная
5. 74c — ДС Малиновка-4 — Городской Вал
6. 75 — ДС Малиновка-4 — Ст. м. Петровщина
7. 83э — ДС Малиновка-4 — ТЦ Ждановичи
8. 84 — ДС Малиновка-4 — Слепянка
9. 96 — ДС Малиновка-4 — Филиал БГУ
10. 97 — Малиновка-8 — ДС Серова
11. 103 — ДС Малиновка-4 — ДС Юго-Запад
12. 104 — ДС Малиновка-4 — Ул. Тополиная (Сеница)
13. 114c — Авторынок — ДС Чижовка
14. 116 — Малиновка-8 — ДС Каменная Горка-5
15. 120 — Малиновка-6 — Ст. м. Малиновка
16. 132 — ДС Малиновка-4 — Щомыслица
17. 134c — ДС Малиновка-4 — ДС Чижовка
18. 142 — ДС Малиновка-4 — Промузел Западный
19. 147 — ДС Малиновка-4 — Брилевичи
20. 150 — Брилевичи — Озерцо
21. 196 — ДС Малиновка-4 — Переулок С. Ковалевской

Троллейбусы
1. 10 — ДС Малиновка-4 — ДС Веснянка
2. 25 — ДС Малиновка-4 — ДС Кунцевщина
3. 32 — ДС Малиновка-4 — Ст. м. Петровщина
4. 47 — ДС Малиновка-4 — ДС Масюковщина
5. 52 — ДС Малиновка-4 — Ул. Люцинская
6. 53 — ДС Малиновка-4 — ДС Зеленый Луг-7
7. 64 — ДС Малиновка-4 — ДС Дружная

Метро: станция Малиновка.

## Здравоохранение
В сфере здравоохранения действуют: 25-я центральная районная поликлиника Московского района (по Рафиева, 60), 5-я городская поликлиника (по Есенина, 21) и 8-я городская детская поликлиника (по Есенина, 66). 5-я городская поликлиника была открыта 14 января 2010 года. 25-я и 5-я поликлиники обслуживают всю Малиновку (включая «спорные» кварталы), кроме нескольких домов в Малиновке-1, которые обслуживает 39-я городская поликлиника, расположенная в соседних Брилевичах. 25-я поликлиника также обслуживает некоторые дома в «неспорном» Юго-Западе. 8-я детская поликлиника обслуживает всю Малиновку, кроме «спорных» кварталов на левом берегу Лошицы — их обслуживает 15-я городская детская поликлиника, расположенная в Юго-Западе (часть домов частного сектора в долине реки обслуживаются 8-й поликлиникой, часть — 15-й).6-я городская детская поликлиника обслуживает Малиновку 8 и 9, микрорайон Брилевичи.

## Образование
В микрорайоне работают 10 школ, 4 гимназии, 26 детских дошкольных учреждений, а кроме того 2 художественных отделения детской музыкально-художественной школы искусств № 1 (по Слободской, 15 и Космонавтов, 3/1). Здесь также расположены банно-оздоровительный комплекс «Малиновка» и спортивно-оздоровительный центр «Max Mirnyi Sport Center», бассейн «Нептун».

## Инфраструктура
В Малиновке находятся разнообразные предприятия торговли: гипермаркет «ProStore», расположенный на границе с Брилевичами (на пересечении Слободской, Есенина и проспекта Дзержинского), магазин «Евроопт» (рядом с ДС «Малиновка 8»), 
рынок «Малиновка» (на пересечении Есенина и Рафиева; известен также как ТЦ «Maximus», который не следует путать с одноименным ТЦ в микрорайоне Сухарево), несколько крупных универсамов и множество небольших магазинов различного профиля (в особенности, в новостройках рядом со станцией метро «Малиновка»). Непосредственно рядом с Малиновкой расположены крупный пригородный рынок «Торговый мир Кольцо» и строительный гипермаркет «ОМА» в микрорайоне Брилевичи. Кроме того, из Малиновки и Брилевичей ходит бесплатный автобус к гипермаркету «Евроопт», расположенному за пределами МКАД в промузле Западном.
Малиновку обслуживают ЖЭСы УП «ЖРЭО Московского района г. Минска». При этом на северную и южную половину правобережной Малиновки (разделенные зеленой зоной между улицей Громова и Слободским проездом) приходится по 1-му жилищно-эксплуатационному управлению и по 3 ЖЭСа в составе каждого из них. 2 микрорайона левобережной части Малиновки, которая целиком является «спорной», обслуживают 2 ЖЭСа из 2-х разных жилищно-эксплуатационных управлений, обслуживающих также Юго-Запад.
Недалеко от перекрестка улиц Есенина и Космонавтов расположена деревянная церковь преподобных Оптинских старцев белорусской православной церкви (по Космонавтов, 24).
В долине реки Лошицы расположено кладбище «Дворище» (ограниченно действующее — на него производятся подзахоронения близких родственников).
Узкая, но длинная полоска территории между МКАД и параллельной ей улицей Слободской большей частью занята гаражами и автостоянками, обслуживающими нужды жителей.

### Телевидение
- МТИС
- Космос ТВ
- A1(IP-TV)

### Интернет-провайдеры
- A1
- UNET.BY
- Flynet
- By-Fly
- MTS

### Спорт
- Физкультурно оздоровительный спортивный комплекс Макса Мирного
- Фитнес в семейном центре "Нектарин"
- Спортивный клуб М7